# Introducing Sparks
Introducing Sparks è il settimo album in studio del gruppo rock statunitense Sparks, pubblicato nel 1977.

## Tracce
Tutte le tracce sono state scritte e composte da Ron Mael e Russell Mael.
Side 1
1. A Big Surprise – 3:42
2. Occupation – 5:17
3. Ladies – 3:06
4. I'm Not – 3:26
5. Forever Young – 3:27

Side 2
1. Goofing Off – 4:26
2. Girls on the Brain – 3:41
3. Over the Summer – 3:50
4. Those Mysteries – 5:03